# Hautefort
Hautefort (okcitansko Autafòrt) je naselje in občina v francoskem departmaju Dordogne regije Akvitanije. Leta 2008 je naselje imelo 1.100 prebivalcev.

## Geografija
Kraj leži v pokrajini Périgord ob reki Lourde, 42 km severovzhodno od Périgueuxa.

## Uprava
Hautefort je sedež istoimenskega kantona, v katerega so poleg njegove, vključene še občine Badefols-d'Ans, Boisseuilh, La Chapelle-Saint-Jean, Cherveix-Cubas, Chourgnac, Coubjours, Granges-d'Ans, Nailhac, Sainte-Eulalie-d'Ans, Teillots, Temple-Laguyon in Tourtoirac s 4.174 prebivalci.
Kanton Hautefort je sestavni del okrožja Périgueux.

## Zanimivosti
- renesančni grad z grajskim parkom Château de Hautefort zgrajen v 16. in 17. stoletju na mestu nekdanje trdnjave,
- Château des Charreaux iz 17. in 18. stoletja,
- Hôpital d'Hautefort, muzej medicine.